# Paruline à calotte verte
Setophaga pityophila
Espèce
Répartition géographique
Statut de conservation UICN

 LC  : Préoccupation mineure
La Paruline à calotte verte (Setophaga pityophila, anciennement Dendroica pityophila) est une espèce de passereaux appartenant à la famille des Parulidae.

## Distribution
La Paruline à calotte verte se trouve aux Bahamas et à Cuba.

## Habitat
Cette paruline habite les pinèdes clairsemées et les pinèdes arides.